# Rapport Piger
Rapport Piger var det kendte mande-/pornoblad fra Danmark, som var et af datidens mest populære blade med erotiske fortællinger. Dengang bød indholdet oftest på frække erotiske fortællinger, men der var også en masse hverdags stof tilgængeligt i de populære mandeblade.
 Der er for få eller ingen kildehenvisninger i denne artikel, hvilket er et problem. Du kan hjælpe ved at angive troværdige kilder til de påstande, som fremføres i artiklen.